# Cardiograma (película)
Cardiograma es el segundo largometraje (después de Kairat) del director kazajo Darezhan Omirbayev.

## Sinopsis
Un niño de 12 años de las aisladas estepas de Kazajistán conoce el mundo exterior cuando es enviado a una clínica de niños con tratamiento al corazón. En la clínica se reúnen niños y niñas, y Zhasulan (Zhasulan Asauov) se enamora (por primera vez) de la enfermera Gula (Gulnara Dusmatova), convirtiéndose en algo obsesivo para el. Un día se entera de que ella está saliendo con un doctor, por lo cual Zhasulan se aleja del hospital en un camión para aprender más sobre el mundo.

## Elenco
| Actriz/Actor      | Personaje      |
| ----------------- | -------------- |
| Zhasulan Asauov   | Zhasulan       |
| Gulnara Dusmatova | Enfermera Gula |
| Ilyas Kalymbetov  | Ilyas          |
| Saule Toktybayeva | Saule          |

## Lugares de Filmación
- Sanatorio SAMAL, Almaty, Kazajistán

## Premios

### Festival de Singapur
| Año  | Resultado | Premio                   | Categoría/Destinatario(s)                       |
| ---- | --------- | ------------------------ | ----------------------------------------------- |
| 1997 | Ganadora  | Premio Pantalla de Plata | Mejor Película Asiática Junto con Gabbeh (1996) |

### Festival de Venecia
| Año  | Resultado | Premio      | Categoría/Destinatario(s) |
| ---- | --------- | ----------- | ------------------------- |
| 1995 | Nominado  | León de Oro | Darezhan Omirbayev        |